# Dickstielige Wasserhyazinthe
Die Pflanzenart Dickstielige Wasserhyazinthe (Pontederia crassipes Mart., Syn.: Eichhornia crassipes (Mart.) Solms) gehört seit 2018 zur Gattung Hechtkräuter (Pontederia) innerhalb der Familie der Wasserhyazinthengewächse (Pontederiaceae). Die Wasserhyazinthe stammt aus dem tropischen Südamerika und wird weltweit als Zierpflanze insbesondere für Gartenteiche verwendet. Außerhalb Südamerikas ist sie weltweit ein in Gewässern wachsender Neophyt und wird zumeist als schnellwachsendes „Unkraut“ bewertet.

## Beschreibung

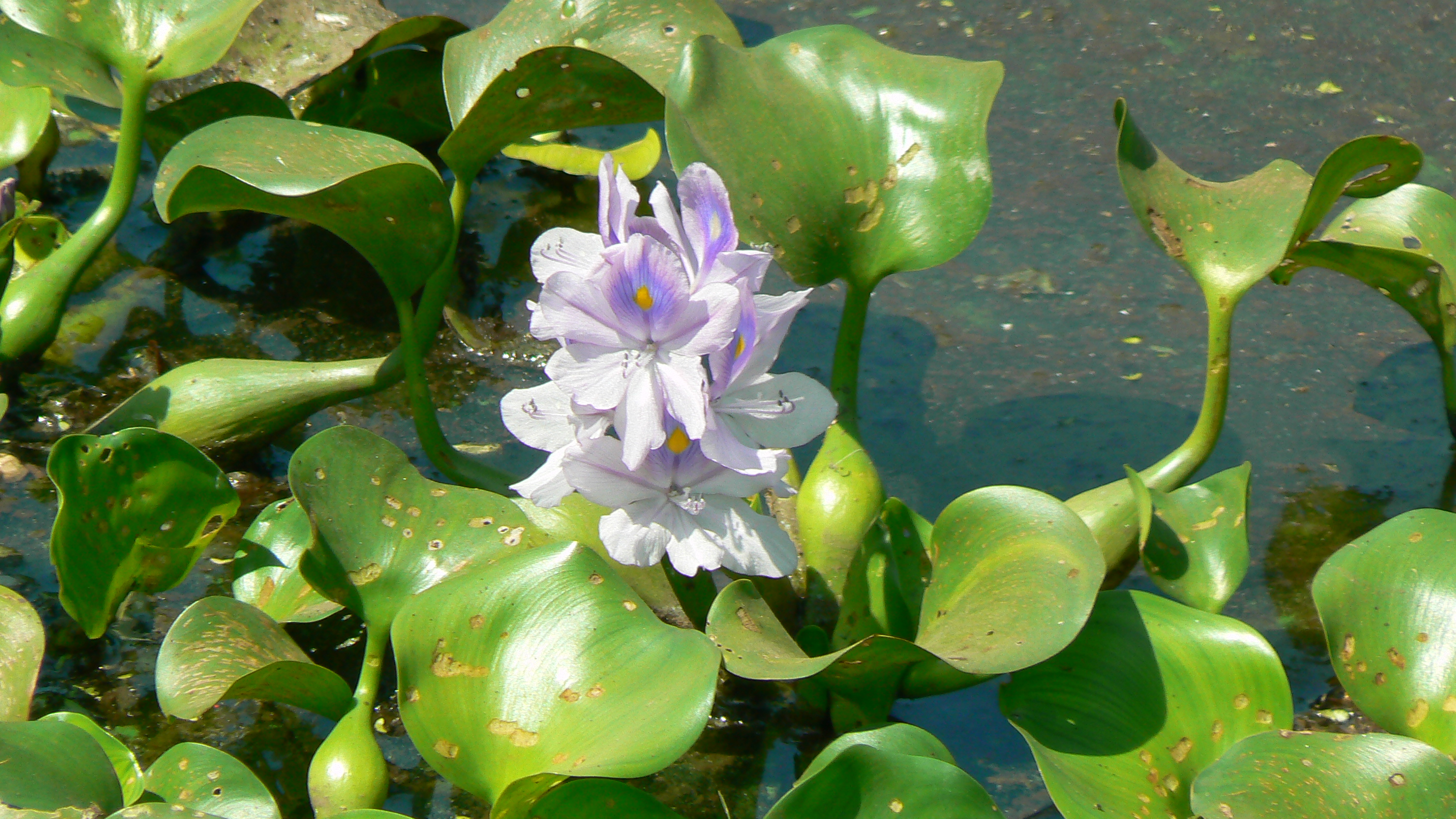
Habitus, Laubblätter und Blütenstand der Dickstieligen Wasserhyazinthe (Pontederia crassipes)

### Vegetative Merkmale
Die Dickstielige Wasserhyazinthe wächst als freiflutende, ausdauernde krautige Pflanze. Die unscheinbaren, kurzen Sprossachsen sind unverzweigt und bilden Stolonen.
Die wechselständig und spiralig gehäuft am oberen Ende der Sprossachse angeordneten Laubblätter sind in Blatthäutchen, -stiel und -spreite gegliedert. Die sitzenden Laubblätter sind schnellvergänglich. Das Blatthäutchen ist fächerförmig. Der Blattstiel ist aufgeblasen. Die einfache Blattspreite ist breit-eiförmig, herz- oder nierenförmig.

### Generative Merkmale
Unter dem Blütenstand befindet sich ein Blatt das nicht aufgeblasen ist. Der Gesamtblütenstand ist endständig. Das basale Tragblatt ist röhrig. Die wechselständig angeordneten Teilblütenstände sind Wickel, die jeweils nur ein oder zwei sitzende Blüten enthalten.
Die zwittrige Blüte ist zygomorph und dreizählig. Es sind drei obere und drei untere Blütenhüllblätter vorhanden; sie sind röhrig, stieltellerförmig verwachsen. Das obere zentrale Blütenhüllblatt besitzt ein Saftmal das nur aus einem gelben Fleck, der von einem dunkel- bis bläulich-purpurfarbenen Fleck umgeben ist. Die Staubblätter weisen zwei Formen auf. Die untereinander freien Staubfäden sind J-förmig und drüsig flaumig behaart. Es liegt Tristylie vor. Drei Fruchtblätter sind zu einem Fruchtknoten verwachsen, dessen drei Fruchtknotenkammern alle fertil sind und viele Samenanlagen enthalten. Es sind Septalnektarien vorhanden. Der drüsig behaarte Griffel endet in einer kopfigen bis dreilappigen Narbe.
Die Blütenhüllblätter drehen sich nach der Anthese spiralig ein und verschmelzen mit der Frucht oder umgeben sie locker. Die verkehrt-längliche Kapselfrucht öffnet sich fachspaltig = lokulizid. Das Anthokarp ist dünn und glatt. Die länglichen Samen sind längsverlaufend geflügelt.

## Verbreitung
Die Dickstielige Wasserhyazinthe stammt aus dem tropischen Südamerika und wurde 1888 als Zierpflanze aus Brasilien nach Nordamerika eingeführt, dort kommt sie vor allem in Florida und Kalifornien vor. Vier Jahre später wurde sie nach Java und von dort aus auf andere südostasiatische Inseln gebracht. Anschließend wurde sie innerhalb nur weniger Jahre auch nach Australien, Japan, Indien und Afrika „verschleppt“. Die Art zählt zu den 100 gefährlichsten Neobiota weltweit.

## Systematik
Die Erstbeschreibung von Pontederia crassipes erfolgte 1823 durch Carl Friedrich Philipp von Martius in Nova Genera et Species Plantarum ..., Tomus I, 9, Tafel 4. Ein Homonym ist Pontederia crassipes Roem. & Schult. das 1829 in Systema Vegetabilium 7, 1, S. 137 veröffentlicht wurde. Lange Zeit war Eichhornia crassipes (Mart.) Solms veröffentlicht durch Hermann Maximilian Carl Ludwig Friedrich zu Solms-Laubach in Alphonse Louis Pierre Pyramus de Candolle und Anne Casimir Pyramus de Candolle: Monographiae Phanerogamarum, 4, 1883, S. 527 der akzeptierte Name. Weitere Synonyme für Pontederia crassipes Mart. sind: Piaropus crassipes (Mart.) Britton, Piaropus mesomelas Raf. nom. illeg.
Pontederia crassipes Mart. ist die einzige Art der 2018 neu aufgestellten Untergattung Pontederia subg. Oshunae M.Pell. & C.N.Horn aus der Gattung  Pontederia innerhalb der Familie Pontederiaceae.

## Schädlichkeit und Bekämpfung

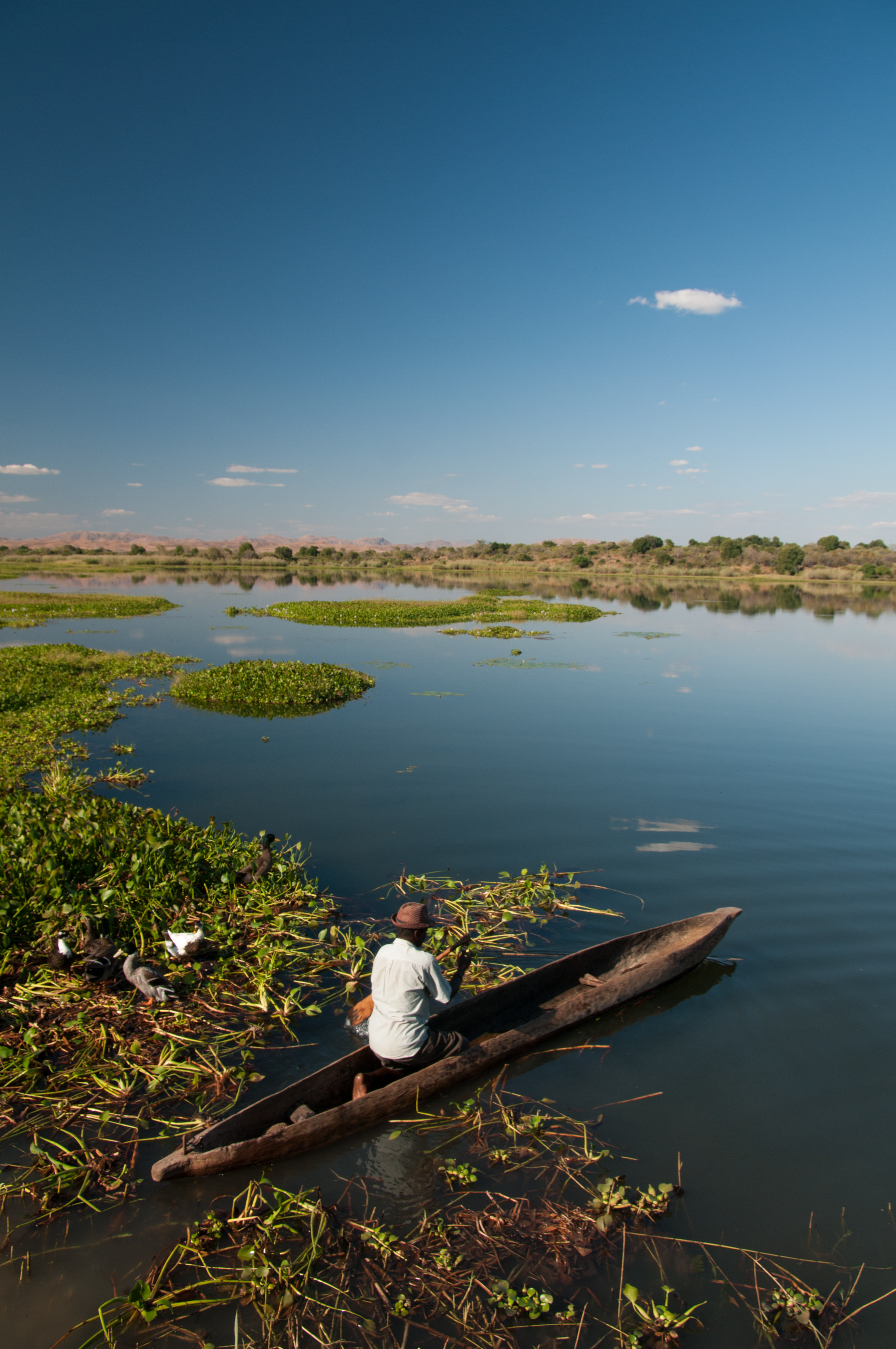
Beispiel invasives Vorkommen in Madagaskar: Mit Wasserhyazinthen zuwachsender See.

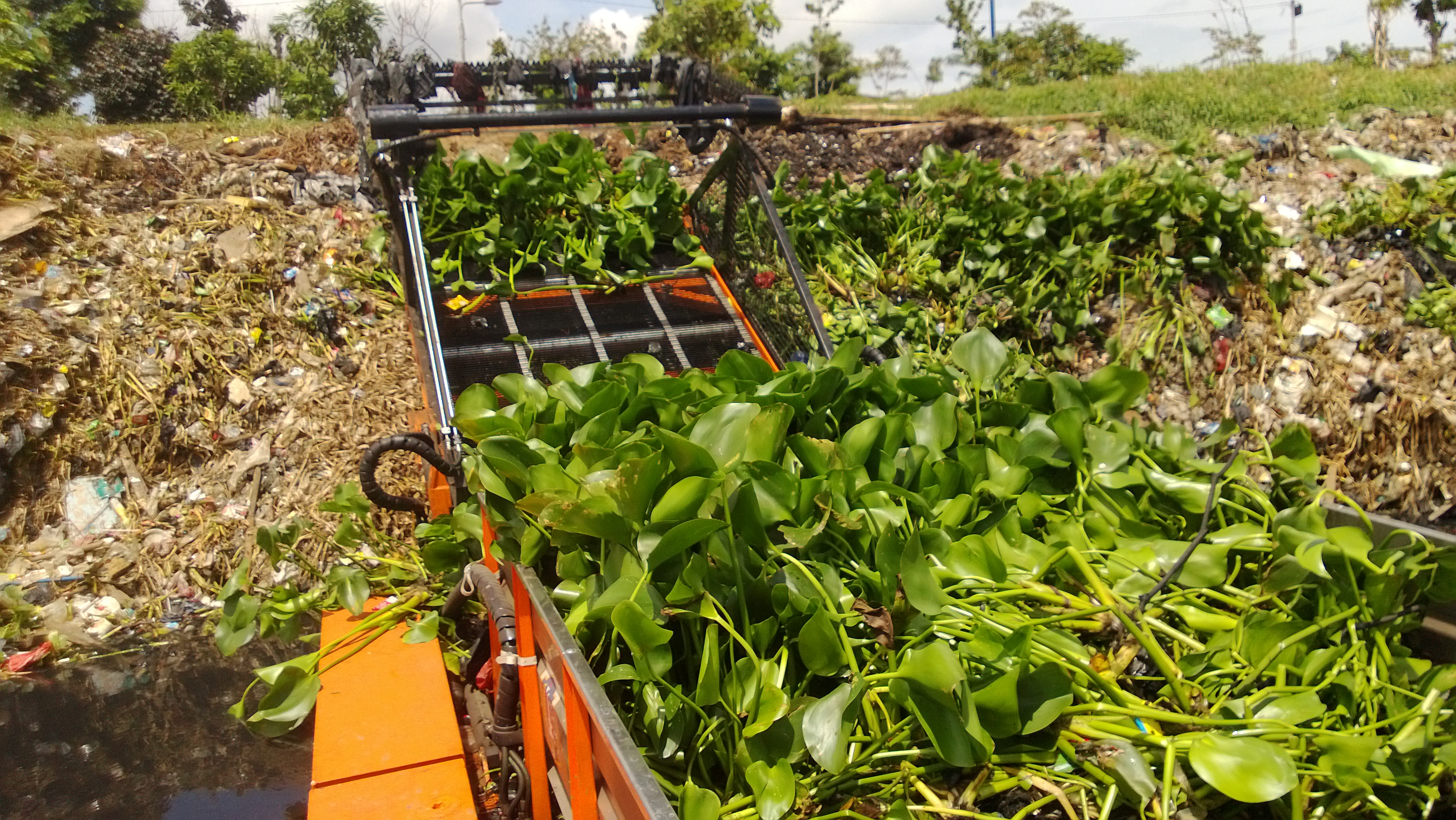
Einsammeln der Pflanze mit einem Mähsammelboot

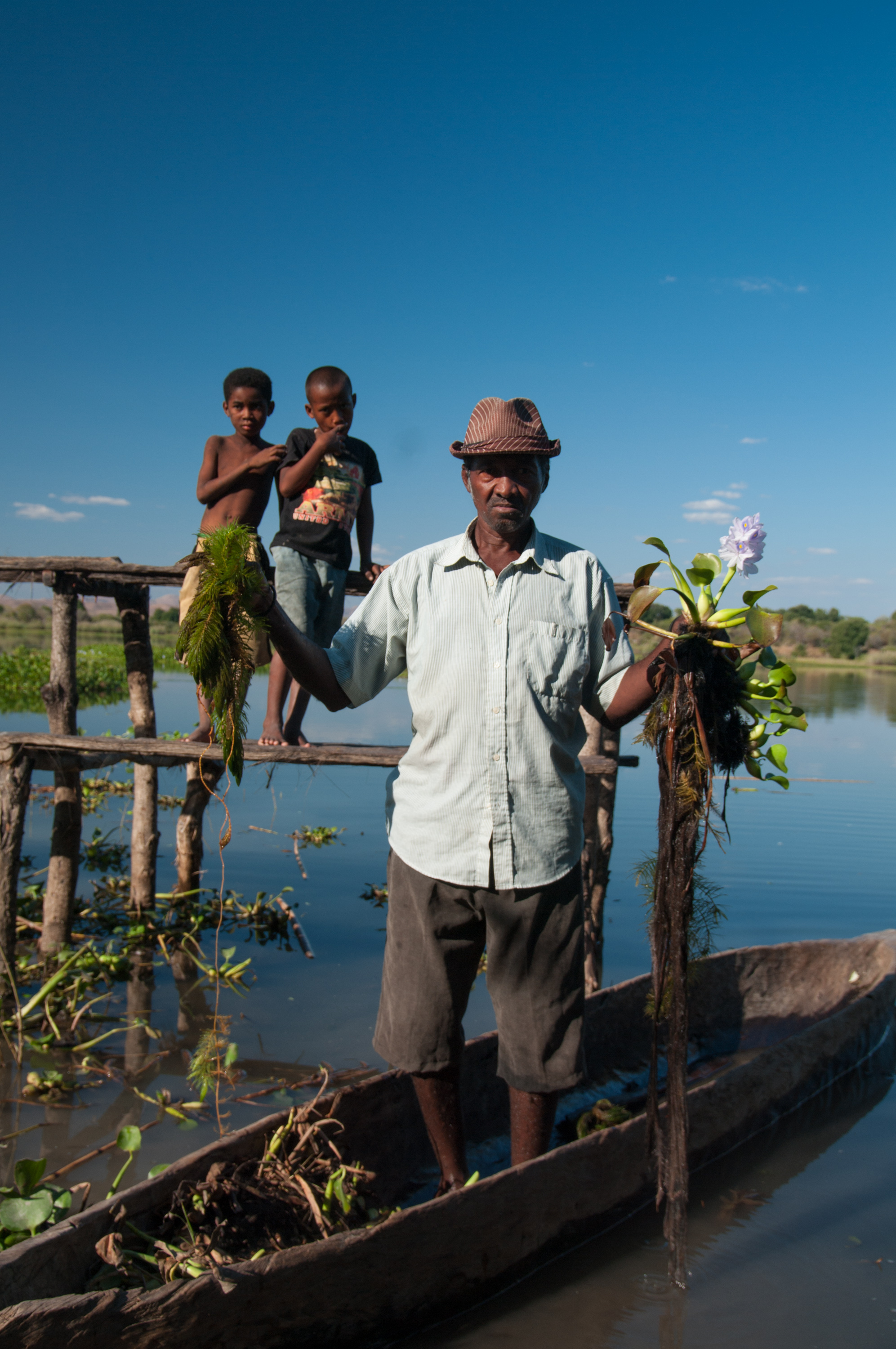
Fischer müssen die seit einigen Jahren eingewanderten Hyazinthen einsammeln, damit der See nicht zuwächst.

Ohne Fressfeinde vermehrt sich die Schwimmpflanze massenhaft und wuchert sämtliche Binnengewässer in Afrika zu: Eine Wasserhyazinthen-Decke verdoppelt ihre Fläche in nur zwei Wochen. Durch den Lichtmangel sterben die Wasserpflanzen unter Eichhornia crassipes ab und auch die Fische sterben als Folge. Außerdem behindern die dicken Schwimmpflanzenteppiche die Schifffahrt und Fischerei. Krokodile finden in den Pflanzen Schutz und werden zu einer Gefahr für die Menschen. Zusätzlich entziehen die abgestorbenen und sich zersetzenden Pflanzen dem Wasser Sauerstoff, als Folge steigt der Säuregehalt des Wassers und in Flüssen sinkt die Fließgeschwindigkeit. Dadurch kommt es zur Ablagerung von Schlamm.
Forschende des Leibniz-Instituts für Gewässerökologie und Binnenfischerei (IGB) und des Institute for Global Food Security der irischen Queen’s University Belfast haben 2024 in einer Studie den wirtschaftlichen Schaden invasiver Wasserpflanzen wie der Dickstieligen Wasserhyazinthe für den Zeitraum von 1975 bis 2020 weltweit auf mehr als 32 Milliarden US-Dollar berechnet. Durch die invasiven Wasserpflanzen werden unter anderem die Energieerzeugung, Aquakultur und Fischerei beeinträchtigt. Die Dickstielige Wasserhyazinthe ist der Studie zufolge die kostenintensivste der invasiven Wasserpflanzen. Weitere besonders hohe wirtschaftliche Kosten verursachende Arten sind in absteigender Reihenfolge die Grundnessel (Hydrilla verticillata), der Blutweiderich (Lythrum salicaria), das Salzschilfgras (Sporobolus cynosuroides), das Alligatorkraut (Alternanthera philoxeroides), die Grünalgenart Caulerpa taxifolia, das Englische Schlickgras (Sporobolus alterniflorus), der Große Wassernebel (Hydrocotyle ranunculoides), die Kanadische Wasserpest (Elodea canadensis) und der Große Algenfarn (Azolla filiculoides).
Als Maßnahme gegen die Dickstielige Wasserhyazinthe werden in Nigeria Maschinen verwendet, die die Schwimmpflanzen-Teppiche zerstören sollen. In anderen Gebieten wurden Herbizide verwendet, die auch sämtliche andere Spezies vernichteten und einen noch größeren Schaden anrichteten. Im Sudan wurden erstmals Rüsselkäfer (Neochetina eichhorniae und Neochetina bruchi) ausgesetzt, die ausschließlich Wasserhyazinthen fressen. In Benin wird durch den Einsatz dieser Käfer etwa 260 Mio. Dollar in den kommenden Jahren eingespart werden, denn nach ersten Angaben verläuft das Projekt zufriedenstellend. Mögliche negative Nebeneffekte der Käfer sind zurzeit nicht bekannt. Auch der Rüsselzünsler Sameodes albiguttalis und die Spitzkopfzikaden Megamelus scutellaris werden eingesetzt.
Die Dickstielige Wasserhyazinthe ist 2016 in die „Liste der unerwünschten Arten“ für die Europäische Union aufgenommen worden.

## Nutzen
Es gibt durchaus auch positive Aspekte einer (kontrollierten) Bepflanzung mit Wasserhyazinthen: Wasserhyazinthen haben die nützliche Eigenschaft, das Wasser, in dem sie leben, von darin enthaltenen Giftstoffen zu reinigen (Phytosanierung, engl.: phytoremediation). So gibt es Bestrebungen, Wasserhyazinthen in Bangladesch zur Reinigung des Trinkwassers von Arsen einzusetzen; nach Angaben der WHO sind dort im Jahr 2005 77 Millionen Bangladescher von einer Arsenvergiftung bedroht, da Verunreinigungen des Trinkwassers mit 300 bis 400 ppb Arsen dort die Regel sind. Es konnte experimentell gezeigt werden, dass Dickstielige Wasserhyazinthen Arsen effektiv aus dem Trinkwasser beseitigen. Die Fasern eignen sich nur begrenzt zur Herstellung von Papier. Getrocknet werden aus ihnen auch Korbmöbel hergestellt.
Wie in Pflanzenkläranlagen können Wasserhyazinthen auch in natürlichen Gewässern den Phosphorkreislauf positiv beeinflussen und so einer Eutrophierung entgegenwirken.
Als meist freischwimmende Pflanze wird die Wasserhyazinthen auch als Aquarienpflanze verwendet.